# KKnD
KKnD (pour Krush, Kill 'n' Destroy) est un jeu vidéo de stratégie en temps réel développé par Beam Software et publié par Electronic Arts en février 1997 sur PC. Le jeu se déroule dans un futur post-apocalyptique dans lequel deux factions, les survivants et les mutants, s'affrontent dans un monde dévasté par une guerre nucléaire. Son système de jeu est dans la continuité des précédents jeux du genre, dont notamment Command and Conquer : Alerte rouge, dans lesquels le joueur doit gérer ses ressources et développer sa base afin de disposer des moyens de production nécessaire pour créer une armée et défaire ses ennemis. Les deux factions s’appuient sur des unités différentes, les survivants disposant d'infanterie et de véhicules conventionnelles alors que les mutants privilégient des montures incluant des lézards géants ou des éléphants de combats. Une des rares originalités du jeu est son terrain en trois dimensions avec différents niveaux de relief, des falaises, des tunnels et des canyons. Cet aspect n'a cependant pas de véritable impact sur les affrontements. Le jeu bénéficie d’une extension – baptisée KKND Xtreme – qui est publié sous forme de stand-alone en 1997 et qui inclut vingt nouvelles missions et un nouveau mode de jeu. Il bénéficie également d'une suite – baptisée KKND2: Krossfire – qui est publié par GT Interactive en 1998 sur PC avant d’être portée sur PlayStation en 1999. Celle-ci se déroule plusieurs années après les évènements du premier volet et introduit notamment une nouvelle faction, les séries 9, constituées de robots agricoles reconverti en machine de guerre.

## Trame
KKND se déroule dans un futur post-apocalyptique de la Terre après qu'une guerre nucléaire ait décimée l'humanité en 2079. Lorsque les survivants, qui sont restés cachés sous terre pendant la catastrophe, remontent à la surface, ils découvrent que les humains restés à la surface se sont transformés en mutants. S'ensuit une lutte entre les survivants et les mutants pour le contrôle de la planète.

## Système de jeu
KKnD est un de jeu de stratégie en temps réel dans la lignée de Command and Conquer. Comme dans ce dernier, le joueur doit collecter des ressources et développer sa base afin de disposer des moyens de production nécessaire pour créer une armée et défaire ses ennemis. Une seule ressource est disponible dans le jeu, le pétrole, qui doit être extrait du sous-sol dans des puits, puis transporter par des camions citernes dans des raffineries afin d’être converti en crédits. Comme dans Command and Conquer, la base primaire du joueur est mobile et peut ainsi être déplacé pour se rapprocher d’une nappe de pétrole. Outre les puits et les raffineries, le joueur peut construire différents types de bâtiments pour développer sa base. Le poste avancé et l’usine lui permettent par exemple de produire respectivement des unités d’infanterie et des véhicules et le laboratoire permet d’améliorer ses autres bâtiments afin de débloquer de nouvelles unités plus puissantes. Les deux factions du jeu, les survivants et les mutants, s’appuient d’unités différentes. Les mutants disposent ainsi d’archers, de tireurs montés sur des lézards géants, d’éléphants de combats, d’araignées et de scorpions géants. Les survivants possèdent des unités plus classiques comme les chars d’assaut, les jeeps, les motos, les lance-flammes, les saboteurs ou les mécaniciens. Les cartes sur lesquelles se déroulent les affrontements sont recouvertes d’un brouillard de guerre qui masquent initialement la position des ennemis, qui ne deviennent visibles qu’après avoir exploré la carte avec des unités ou un radar. Les cartes sont en trois dimensions avec différents niveaux de relief, des falaises, des tunnels et des canyons,. Elles sont de plus parsemés de décors, dont des arbres ou des ruines, avec lesquels les unités ne peuvent cependant pas interagir,.
En solo, le jeu propose deux campagnes, une pour chaque factions, constituées chacune de quinze scénarios. Il propose également un mode multijoueur qui permet de jouer à deux par modem et jusqu'à six joueurs en réseau local.

## Versions
KKND est développé par le studio Beam Software, basé à Melbourne, et est publié par Electronic Arts en février 1997 aux États-Unis sur PC (DOS et Windows),. Le jeu bénéficie d’une extension – baptisée KKND Xtreme – qui est publié sous forme de stand-alone en 1997. Cette dernière inclut vingt nouvelles missions et un nouveau mode de jeu, le mode chaos, qui permet de jouer contre trois adversaires et avec deux alliés, tous contrôlés par l’ordinateur, sur les cartes dédiées au mode multijoueur. Elle n’intègre en revanche pas d’amélioration du moteur de jeu de  KKND et n’ajoute pas de nouvelles unités,.

## Accueil

### KKND
| KKND                  |      |       |
| Média                 | Pays | Notes |
| Computer Gaming World | US   | 2.5/5 |
| GameSpot              | US   | 62 %  |
| Gen4                  | FR   | 3/6   |
| PC Gamer UK           | GB   | 86 %  |

À sa sortie, KKND fait l’objet d’une critique mitigé du journaliste Martin E. Cirulis du magazine Computer Gaming World qui le décrit comme « un nouveau clone de Command and Conquer : Alerte rouge » qui, sans être mauvais, est « dépourvu d’originalité ». Il estime en effet qu’il constitue un « bel effort » qui bénéficie de « graphismes fins, d’unités variées et amusantes et de terrains vaguement intéressant », grâce à ses reliefs, ses ponts et ses falaises. Il ajoute cependant que ce dernier aspect relève plus du gadget que d’une vraie fonctionnalité, avant de conclure qu’il « n’offre finalement rien de véritablement nouveau », qu’il donne le sentiment de jouer à une nouvelle version Command and Conquer simplement dotée de nouveaux visuels et qu’il ne vaut donc pas le coup. KKND fait également l’objet d’une critique mitigé du journaliste Didier Latil du magazine Gen4 qui le considère lui aussi comme une simple variante de Command and Conquer. Celui-ci juge sa réalisation correcte – avec ses « superbes graphismes », ses « bruitages explosifs » et des « musiques détonantes » – et apprécie son ambiance, son humour, sa jouabilité et ses quelques originalités en matière d’unité et de terrain. D’après lui, le jeu souffre par contre de plusieurs défauts de conception dont l’absence d’un éditeur de niveau, une intelligence artificielle limitée, des cartes trop petites et des missions trop classiques. Il estime ainsi qu’il est susceptible de convenir aux joueurs débutant, pour qui Alerte rouge est presque trop complexe, mais que les fans du genre risquent de regretter son manque d’originalité et d’options, ainsi que ses stratégies trop basiques.

### KKND Xtreme
| KKnD Xtreme |      |       |
| Média       | Pays | Notes |
| GameSpot    | US   | 55 %  |
| Joystick    | FR   | 52 %  |
| PC Jeux     | FR   | 59 %  |

À sa sortie, KKND Xtreme fait l’objet d’une critique très mitigé du journaliste Kika du magazine Joystick qui regrette que cette nouvelle version se contente d’ajouter de nouvelles missions et un nouveau mode de jeu, sans améliorer les graphismes ou le système de jeu. Il estime ainsi qu’il souffre des mêmes défauts que le jeu original, avec un nombre de bâtiments toujours aussi limité et des déplacements toujours aussi lents, et questionne la pertinence de rééditer de cette manière un jeu totalement dépassé par ses concurrents. La nouvelle version fait également l’objet d’une critique mitigé du journaliste David Namias dans le magazine PC Jeux. Celui-ci estime en effet qu’il n’apporte aucune amélioration notable par rapport à l’original et que s’il reste efficace, il manque d’originalité et ne supporte pas la comparaison avec Total Annihilation.

## Postérité
KKND bénéficie d’une suite – baptisée KKND2: Krossfire – développé par Beam Software et publié par GT Interactive en 1998 sur PC avant d’être portée sur PlayStation en 1999. Elle se déroule plusieurs années après les évènements du premier volet alors que les deux factions de son prédécesseur, les survivants et les mutants, font face à une nouvelle faction, les séries 9, constituées de robots agricoles reconverti en machine de guerre par manque de travail. Elle propose notamment trois nouvelles campagnes qui se déroulent sur une carte de la région du conflit, divisée en zone que le joueur doit conquérir progressivement,. Surfant sur la relative popularité des deux premiers volets, Beam Software commence le développement d’une deuxième suite – baptisée KKND: Infiltrator – mais celle-ci est finalement annulée.